# Burgstall
Burgstall è un comune tedesco situato nel land della Sassonia-Anhalt.
Il territorio comunale comprende le località di:
- Burgstall
- Blätz
- Cröchern
- Dolle
- Sandbeiendorf